# Attentat du Radisson Blu de Bamako
L’attentat du Radisson Blu de Bamako est une fusillade et prise d'otages, survenues au Radisson Blu de Bamako, le 20 novembre 2015, lors de la guerre du Mali. Cette attaque terroriste fait 22 morts et est revendiquée par Al-Mourabitoune.

## Déroulement
Le 20 novembre 2015, vers 7 h du matin, deux jeunes djihadistes armés de fusils AK-47 attaquent l'hôtel Radisson Blu de Bamako,. Ils commencent par ouvrir le feu sur les agents de la société privée chargée de garder les lieux, puis ils pénètrent dans le hall de l'hôtel où ils tirent sur « tout ce qui bouge », c'est lors de cette fusillade que les djihadistes font le plus grand nombre de victimes. Ils montent ensuite aux étages, des clients sont tués dans les couloirs ou dans leurs chambres.
Jusqu'à 170 personnes, dont 140 clients et 30 employés, sont retenues en otages. Plusieurs dizaines d'entre elles sont relâchées, notamment des personnes capables de réciter des versets du Coran.
Vers 10 h 10, les militaires maliens parviennent à encercler le bâtiment. Une demi-heure plus tard, ils lancèrent un assaut qui tue au moins trois otages. Peu après, trois employés de l'ONU, à l'intérieur du bâtiment, ont été évacués. Vers 12 h, quatre-vingts otages ont pu être libérés.
La France décide de son côté d'envoyer quarante-deux équipiers SAS du 1er régiment de parachutistes d'infanterie de marine appuyés par des Commandos marine qui étaient positionnés à Ouagadougou. Les forces spéciales américaines ont également participé,,. De plus, Jean-Yves Le Drian décide d'envoyer quarante gendarmes du Groupe d'intervention de la Gendarmerie nationale (GIGN) et dix gendarmes experts en sciences légales de l'Institut de recherche criminelle de la Gendarmerie nationale (IRCGN) qui arriveront une heure après la fin de la prise d'otages. Peu avant 13 h, une trentaine d'otages ont pu s'échapper, a affirmé le ministre malien de la sécurité, Salif Traoré. Pendant l'heure suivante, plusieurs otages de toutes nationalités ont pu être libérés au nombre indéterminé. Toujours pendant l'attaque, durant l'heure qui suit, dix-huit ou vingt-sept corps auraient été vus dans l’hôtel. Les attaquants, par la suite, n'ont plus d'otages près d'eux.
Après avoir ratissé le septième étage, les djihadistes gagnent le quatrième, où ils se retrouvent pris en tenaille, près d'une terrasse, entre les forces spéciales françaises postées à l'extérieur, et les forces spéciales maliennes en train de monter les escaliers. À 16 h 35, les deux terroristes ont été abattus, tous les otages vivants ont été libérés, l'assaut est déclaré terminé.
Par la suite, l'ambassade de France ouvre ses portes à ses ressortissants[réf. nécessaire].

## Bilan
Le 21 novembre, le colonel Salif Traoré, ministre malien de la Sécurité intérieure, et Tiéman Hubert Coulibaly, ministre de la Défense, donnent un bilan « définitif » au cours d'une conférence de presse. Selon leurs déclarations, 128 clients se trouvaient dans l'hôtel lors de l'attaque. Le nombre des morts est de 21, dont 18 clients et civils, 2 terroristes et 1 gendarme malien. Celui des blessés est de 10, dont 7 civils et 3 policiers des forces spéciales maliennes. La MINUSMA donne cependant un bilan de 22 tués, dont deux assaillants,. Le jour de l'attaque deux sources maliennes de l'AFP, une militaire et une autre policière, avaient de leur côté fait état de 27 morts, sans compter les djihadistes. Trois des 18 employés de l'hôtel — deux cuisiniers et une serveuse — figurent parmi les morts ainsi que deux des trois  vigiles postés à l'entrée, 14 autres victimes sont des clients étrangers,.

### Nationalité des victimes
| Pays d’origine                 | Morts | Otages |
| ------------------------------ | ----- | ------ |
| Mali                           | 6     | ~45    |
| Algérie                        |       | 7      |
| Allemagne                      |       | 2      |
| Belgique                       | 2     | 6      |
| Canada                         |       | 1      |
| Chine                          | 3     | 7      |
| Côte d'Ivoire                  |       | 1      |
| Espagne                        |       | 2      |
| États-Unis                     | 1     | ~6     |
| France                         |       | 12     |
| Inde                           |       | ~20    |
| Israël                         | 1     |        |
| Maroc                          |       | 4      |
| Russie                         | 6     | 12     |
| Sénégal                        | 1     | 4      |
| Turquie                        |       | 7      |
| Toutes nationalités confondues | 20    | ~170   |

## Revendications
L'attaque est revendiquée le jour même par Al-Mourabitoune, un groupe armé djihadiste salafiste sahélien dirigé par Mokhtar Belmokhtar et affilié à Al-Qaïda. Le groupe affirme également avoir mené l'attaque avec le soutien d'Al-Qaïda au Maghreb islamique (AQMI),.
Cependant le 23 novembre, le Front de libération du Macina revendique également l'attentat qu'il affirme avoir mené avec le soutien d'Ansar Dine ; le groupe déclare que cinq hommes ont pris part à l'attaque, que deux ont été tués et que trois sont parvenus à s'enfuir. Des déclarations contradictoires à celles d'Al-Mourabitoune, qui réitère sa revendication le 21 novembre et affirme que les assaillants n'étaient que deux,.
Selon le communiqué d'Al-Mourabitoune, les auteurs de l'attaque se nommaient Abdelhakim al-Ansari et Moez al-Ansari. Le surnom djihadiste de « Al-Ansari » signifie que les deux hommes étaient originaires de la région,. Le 7 décembre, Al-Mourabitoune diffuse la photo des deux assaillants et précise que ces derniers sont des Peuls,.
Selon le général François Labuze, chef de la force Barkhane au Mali, la revendication d'Al-Mourabitoune semble la plus crédible.
Le 4 décembre, le chef d'AQMI, Abdelmalek Droukdel, confirme dans un message audio que l'attaque au Radisson Blu de Bamako a été menée conjointement avec Al-Mourabitoune et le même jour il annonce le ralliement d'Al-Mourabitoune à AQMI,.

## Enquête
Après cette attaque terroriste, une enquête judiciaire a été rapidement ouverte sous la direction du procureur du pôle judiciaire spécialisé de lutte contre le terrorisme à Bamako, Boubacar Sidiki Samaké. Elle est coordonnée par les autorités maliennes avec l'aide d'experts français et de l'ONU notamment pour l'identification des corps. 
Contrairement aux dires de certains clients de l’hôtel et d'un des deux groupes qui ont revendiqué l'attentat, le procureur Samaké a assuré « qu'il y avait deux terroristes, pas plus. » Ainsi, la télévision publique malienne a diffusé des photos de ces deux individus, morts, afin d'obtenir des témoignages. 
Selon une source du renseignement malien à l'AFP, « tous les jihadistes ont pour colonne vertébrale Mokhtar Belmokhtar. Iyad (Ag Ghaly) est le coordinateur au Mali ». Les deux assaillants seraient « bien des étrangers » à le peau noire, de nationalité indéterminée, aidés par « trois à quatre complices » locaux avant l'opération. Selon une source de la sécurité malienne, il s'agirait plus précisément de trois personnes qui seraient « activement » recherchées par les autorités maliennes. Le 23 novembre 2015, les autorités maliennes ont lancé un avis de recherche télévisé à l'encontre d'un homme et d'une femme soupçonnés de complicité d'acte de terrorisme. Deux suspects, deux hommes, ont finalement été arrêtés le 26 novembre 2015 par les forces spéciales maliennes. Ils sont soupçonnés d'avoir été en contact téléphonique avec les assaillants.    
Selon une source judiciaire proche du dossier, les assaillants visaient avant tout l'équipage d'Air France dont 12 employés se trouvaient dans l'hôtel et les enquêteurs s'interrogent aussi sur le fait de savoir si les deux terroristes étaient drogués ou non au moment des faits. Par ailleurs, certains survivants de la prise d'otages ont affirmé que les assaillants se parlaient en anglais, confirmant ainsi l'information du renseignement malien, sans avoir pu identifier l'origine de l'accent.  

## Réactions

### Réactions nationales
Le Président malien Ibrahim Boubacar Kéita a écourté sa visite au Tchad et est retourné à Bamako pour coordonner les mesures à adopter. Le Mali a aussi déclaré 10 jours d'état d'urgence. Trois jours de deuil national a aussi été décrété, à partir du lundi 23 novembre 2015, en mémoire des victimes de l'attentat. Par solidarité, le Sénégal, la Mauritanie et la Guinée, des pays voisins, se sont joints au deuil. 
Le soir du 21 novembre, les ex-rebelles de la Coordination des mouvements de l'Azawad (CMA) et les groupes armés loyalistes de la Plateforme, signataires de l'accord d'Alger, condamnent l'attentat à Bamako.
Le 25 novembre 2015, un dernier hommage a été rendu aux victimes de l’attentat grâce à une cérémonie qui réunissait un millier de personnes près de l'hôtel qui a connu les attaques terroristes. Le président malien a assisté à ce rassemblement.  

### Réactions internationales
Dans une conférence de presse, le ministre français des affaires étrangères Laurent Fabius a déclaré que la France prendrait toutes les mesures nécessaires pour combattre les terroristes à Bamako. Une cellule de crise a été installée à l'ambassade. Quarante opérateurs du groupe d'intervention de la gendarmerie nationale, le GIGN, et dix agents de la police criminelle, ont été envoyés pour « conseiller et supporter » les forces maliennes. Les vols Air France ont été suspendus pour la journée.
Le conseil de sécurité des Nations unies et la Chine ont condamné cet attentat. L'Australie a conseillé à ses ressortissants de quitter le pays et à ses concitoyens de ne pas y aller. Des mises en garde similaires ont été faites par le ministère des Affaires étrangères du Royaume-Uni, indiquant à ses ressortissants de rester chez eux et de suivre les instructions des autorités locales. Les États-Unis ont condamné ces attentats et ont confirmé la coordination continue de ses officiels dans le pays pour vérifier l'emplacement de tous ses citoyens au Mali. Ils se déclarent prêts à "assister le gouvernement malien dans les jours à venir dans les investigations de cette tragique attaque terroriste". L'ambassade presse ses ressortissants de rester à l'abri, de suivre les instructions gouvernementales et de contacter leur famille.
Une semaine après les attentats de Paris, de nombreux utilisateurs de Facebook ont dénoncé l'absence de mise en œuvre de Safety Check pour cette crise qui a mobilisé les réseaux sociaux.

## Conséquences
Le secteur hôtelier subit de très nombreuses annulations de séjours et revoit sa sécurité. Ainsi, le groupe Onomo Hotels prend alors en compte les risques d'attaque terroriste lors de la conception de son hôtel de Bamako ouvert en 2015, en incluant des points de défense et d'évacuation.